# 桂文三 (5代目)
5代目 桂 文三（かつら ぶんざ、1967年7月25日 - ）は、大阪府柏原市出身の落語家。本名：三宅 胤清。前名：桂 つく枝。出囃子は「助六上がり」（つく枝時代は「春藤」）。吉本興業所属、上方落語協会会員。

## 経歴・人物
父は演芸好きで母は三味線を演奏するなど芸事が好きだった、そんな縁で子供の頃から吉本の劇場通いをする。大阪府立清友高等学校卒業後桃山学院大学に入学し落語研究会（落研）に入る。この時の部長が現在の林家花丸で在学時の先輩であるのだが、入門して噺家になったのは文三の方が先で、ゆえにどちらも互いに「さん」付けで呼び合っている。素人時代から5代目桂文枝（当時3代目小文枝）が審査員だった『素人名人会』に出演し名人賞を貰う、それが切っ掛けで小文枝の出演する落語会に顔を出すようになる。落語家になることを両親に相談、反対されるも説得し1991年4月に小文枝に入門、「つく枝」を名乗る。
「桂文三の満腹全席」や、林家花丸、笑福亭生喬、桂南天らと共に「出没! ラクゴリラ」という落語会を定期的に開催している。日本舞踊（花柳流）や三味線もこなす。
愛称はそのキャラクターと風貌から「踊る肉団子の甘酢あんかけ」。これは2006年8月7日放送NHK大阪放送局制作の寄席番組『文珍・南光のわがまま演芸会 -第1夜- 』で、文珍推薦の若手落語家として出演した際、観覧客へのアンケートで愛称を募集されたのがきっかけである。その時は「肉団子。甘酢あんかけ中華風」と五七五で称された。2008年に20キログラム減量した。趣味はプロレス観戦。
2009年5月16日に桂派の由緒ある名跡である「文三」を襲名した。吉本興業主催の襲名披露興行は戦後初だという。ちなみに師・5代目文枝の襲名披露興行は吉本主催ではなかった。
2010年繁昌亭大賞奨励賞受賞。
2016年繁昌亭大賞受賞。

## 得意ネタ
古典落語
- 『堪忍袋』
- 『動物園』
- 『祝いのし』
- 『青菜』
- 『ちりとてちん』
- 『延陽伯』
- 『四人ぐせ』
- 『井戸の茶碗』

新作落語
- 『食通夜（作：小佐田定雄）』
- 『玉手箱（作：本田久作）』
- 『FAX幽霊（作：井口守）』
- 『喧嘩売買（作：小佐田定雄）』

近年では文三を襲名にあたり師匠である桂文枝の演目を精力的に手がけている。
特に動物もの・夫婦もの・雷のお松の登場する噺などを得意とする。

## 出演
- 満員御礼! 福島一丁目劇場（ABCラジオ）
- ラジオよしもと むっちゃ元気スーパー!（ラジオ大阪）
- 文三・ゆかりのふらちなサタデーナイト（ABCラジオ）
- 里見まさとのおおきに!サタデー（ラジオ大阪）
- 柳家喬太郎の笑って免疫力UP! 寄席 上方落語の会（2021年4月25日、BS11）

## 受賞歴
- 1998年 「大阪府芸術劇場」奨励新人賞認定
- 2000年 「第37回なにわ芸術祭」落語部門新人賞
- 2016年 「第11回繁昌亭大賞」[3]